# Гайдош, Артур
А́ртур Га́йдош (словац. Artur Gajdoš; род. 20 января 2004, Илава, Тренчинский край) — словацкий футболист, полузащитник братиславского «Слована».

## Карьера
Артур - уроженец города Илава, города в западной Словакии, лежащего между горными массивами Белых Карпат и Стражовске-Врхи на реке Ваг. Начинал заниматься футболом в команде «Дубница». В 6 лет перешёл в академию «Тренчина».
С сезона 2020/2021 игрок основной команды. 1 ноября 2020 года дебютировал в Фортуна-лиге в поединке против «Ружомберока», выйдя на поле на замену на 86-й минуте вместо Ивензо Комвалиуса. В возрасте 16 лет, 9 месяцев и 12 дней стал одним из самых молодых игроков, дебютировавших когда-либо в словацком чемпионате, и вторым по возрасту игроком сезона после Адама Григера. Всего в дебютном сезоне Артур сыграл 8 встреч, единожды появившись на поле в стартовом составе.